# Benedetto Luti
Pour les articles homonymes, voir Luti.
Benedetto Luti, né à Florence le 17 novembre 1666, mort à Rome le 17 juin 1724, est un peintre italien baroque.

## Biographie
De Florence où il a étudié auprès d'Anton Domenico Gabbiani grâce à la protection de Cosme III de Médicis qui apprécie ses portraits en pastel, Benedetto Luti part, en 1691, à Rome, où il est l'élève de Ciro Ferri. Il se rapproche du classicisme bolonais de Carlo Maratta et étudie Francesco Trevisani, pour atteindre un rococo élégant.
Il devient avec Giuseppe Bartolomeo Chiari, l'un des artistes baroques tardifs du XVIIIe siècle.
A Rome il tient un atelier très fréquentés par les artistes italiens et étrangers. Il est également collectionneur et marchand d'art.
Giovanni Paolo Pannini, Jean-Baptiste van Loo et Charles-André van Loo furent de ses élèves.

## Collections publiques
Excellent portraitiste, il se consacra également à la grande décoration.
En Allemagne
- Oberschleißheim, château de Schleissheim : Saint Charles Borromée et les pestiférés, retable
- Les scènes mythologiques qu'il peint au Château Weissenstein témoigne de son style rococo élégant[1].

En France
- Toulouse, musée Paul-Dupuy : St. Eleonore [La Communion de sainte Marie-Madeleine], gravé par Barthélémy Rivalz d'après Benedetto Lutti, estampe
- Brest, musée des beaux-arts de Brest : Délivrance d'une possédée, huile sur toile, 74,5 x 63,5 cm[2]
- Ajaccio, musée Fesch : Adoration des bergers

En Italie
- Florence, Musée des Offices : Autoportrait, 1720 c., peinture à l'huile sur toile, 44,5 × 38,7 cm[3].
- Pise, cathédrale Notre-Dame de l'Assomption : Vestizione di San Ranieri
- Rome, basilique Saint-Jean-de-Latran : Le Prophète Isaïe
- Rome, plafond de la salle du trône du Palazzo Colonna : Apothéose de Martin VI
- Rome, palais du Vatican : travaux d'embellissements des appartements du pape Clément XI
- Portrait de jeune fille, pastel sur carton, 33 × 26 cm, Galerie Palatine, Florence[4]

## Élèves
- Claude Arnulphy (1697-1786)
- Giovanni Paolo Pannini
- Jean-Baptiste van Loo
- Charles-André van Loo

## Galerie

Œuvres de Benedetto Luti
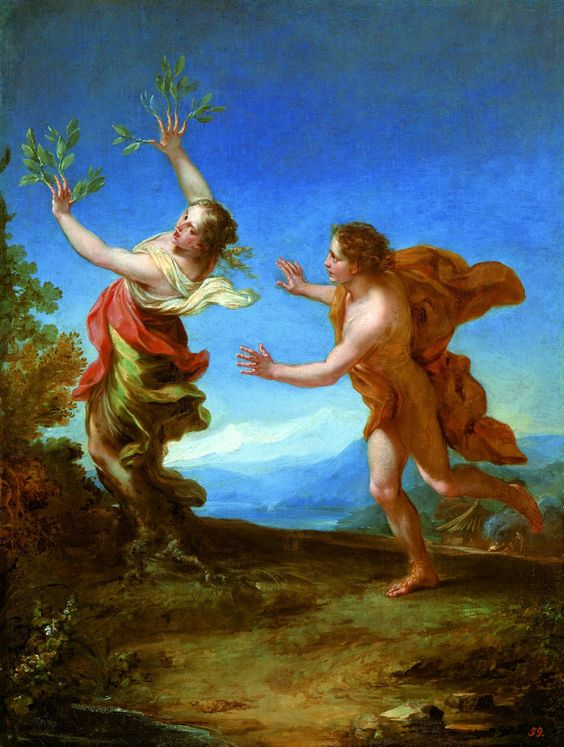
Apollon et Daphné, Varsovie, Palais Łazienki.
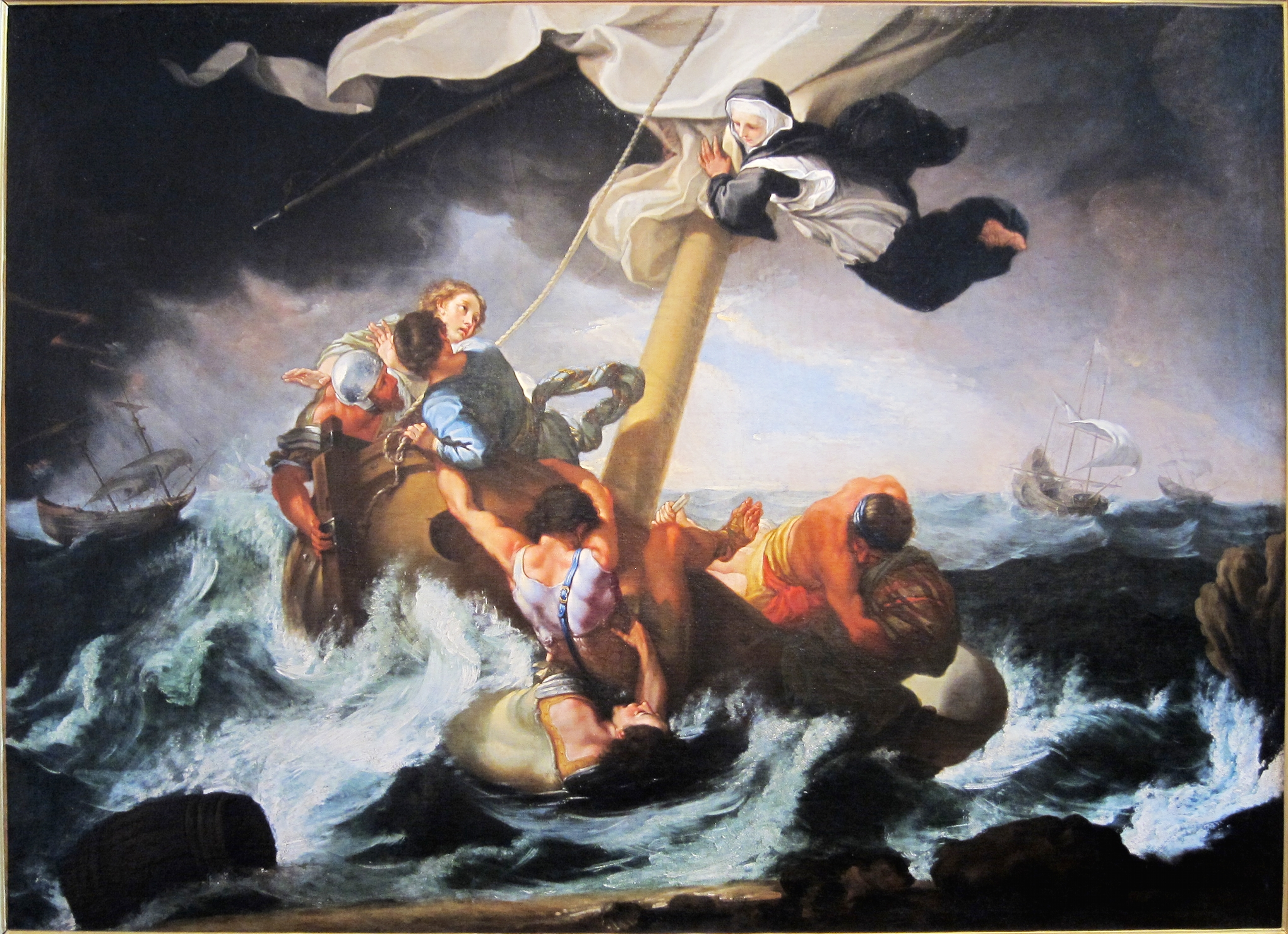
Sainte Catherine Thomas sauve un navire du naufrage, Ajaccio, musée Fesch.
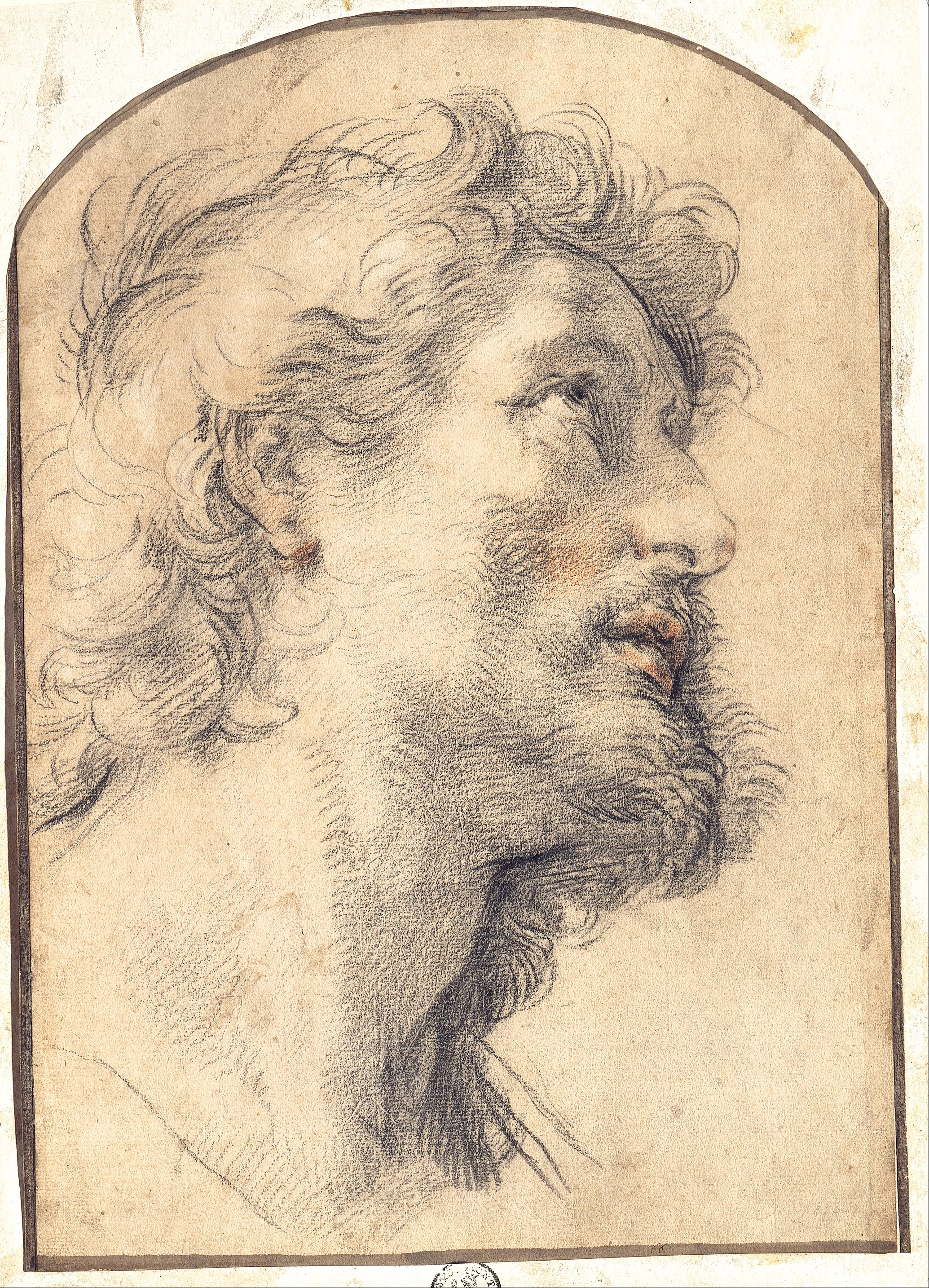
Étude pour la tête de Saint Crispin (1710), Düsseldorf, Museum Kunstpalast.
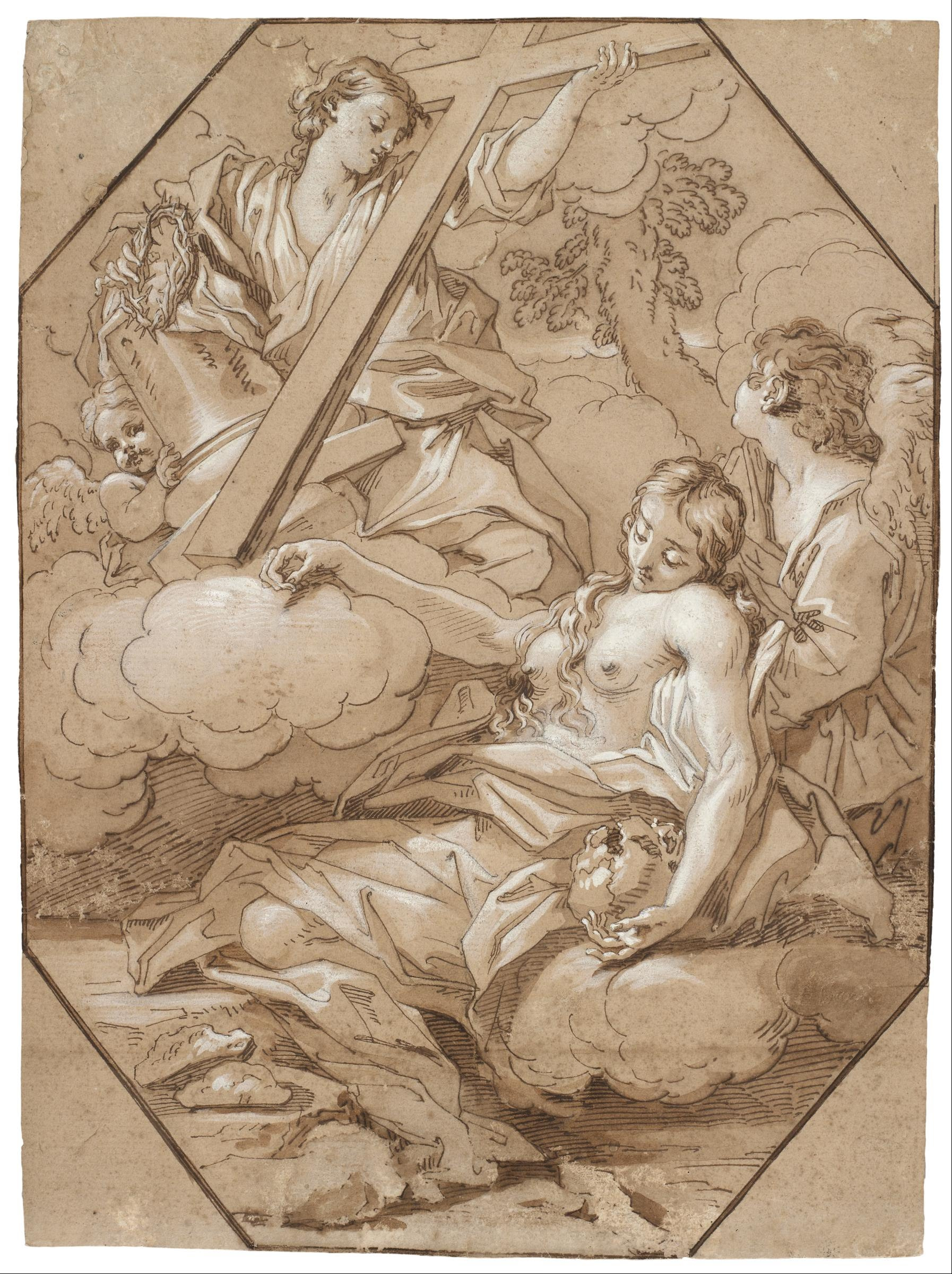
L'Extase de sainte Marie Madeleine, musée des beaux-arts de Houston.